# Super 8 (film)
Super 8 (originaltitel: 8mm) är en amerikansk thrillerfilm från 1999 i regi av Joel Schumacher med Nicolas Cage i huvudrollen. Filmen handlar om pornografi och snuff.

## Handling
Tom Welles (Nicolas Cage) är en privatdetektiv som får i uppdrag av en änka att undersöka om en film (i Super 8-format) som hittades i hennes makes ägo efter hans död och visar ett mord är en äkta snuff-film eller inte.

## Rollista
| Nicolas Cage     | – Tom Welles                            |
| Joaquin Phoenix  | – Max California                        |
| Jenny Powell     | – Mary Ann Mathews                      |
| James Gandolfini | – Eddie Poole                           |
| Peter Stormare   | – Dino Velvet                           |
| Anthony Heald    | – Daniel Longdale                       |
| Chris Bauer      | – George Anthony Higgins a.k.a. Machine |
| Catherine Keener | – Amy Welles                            |
| Norman Reedus    | – Warren Anderson                       |
| Myra Carter      | – Mrs. Christian                        |
| Amy Morton       | – Janet Mathews                         |
| Torsten Voges    | – Stick                                 |